# Alto Caldeirão
Alto Caldeirão é um distrito do município de Santa Teresa, no Espírito Santo . O distrito possui  cerca de 2 700 habitantes e está situado na região sudoeste do município .